# The Hemophiliac Dream
The Hemophiliac Dream — мини-альбом группы 5ive’s Continuum Research Project, вышедший в 2002 году.

## Об альбоме
Вторая композиция альбома под названием «The Hemophiliac Dream — Part II» представляет собой ремикс, созданный James Plotkin — участником группы Khanate. Композиция состоит из элементов психоделии, нойза и сладжа. Вопреки инструментальному творчеству группы на обоих композициях мини-альбома можно услышать немного вокала.

## Список композиций
1. The Hemophiliac Dream — Part I — 22:56
2. The Hemophiliac Dream — Part II — 13:40